# Nessos (Kentaur)

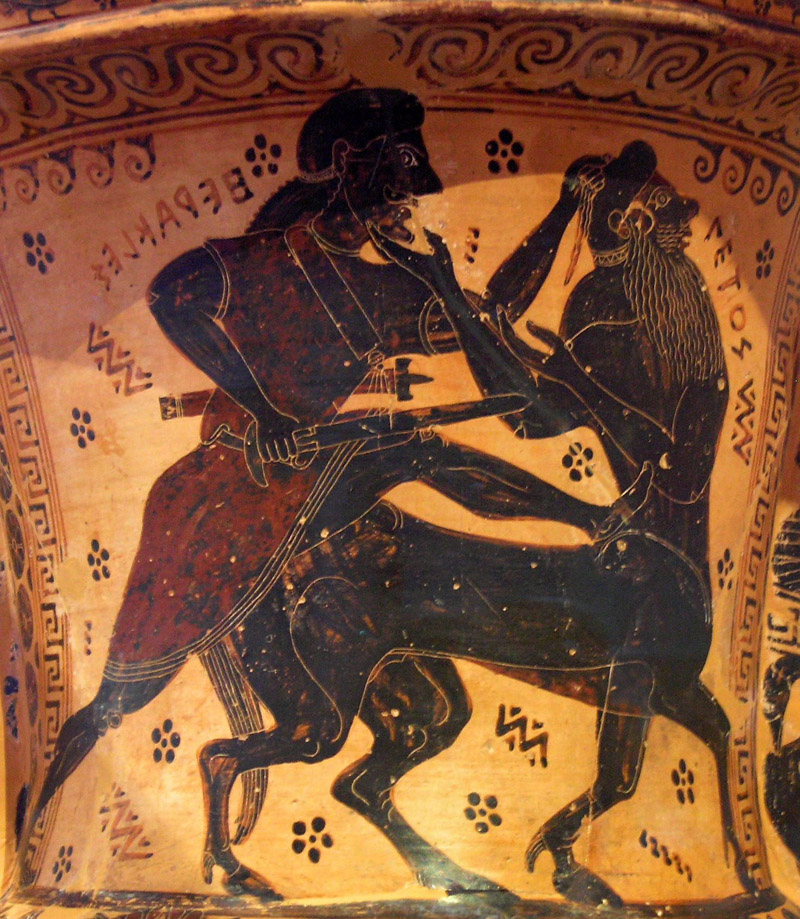
Nessos-Amphora: Herakles kämpft mit dem Kentauren Nessos, Darstellung von ca. 620–610 v. Chr. Aus einem Grab in der Piraeus-Straße, Athen. Archäologisches Nationalmuseum, Athen

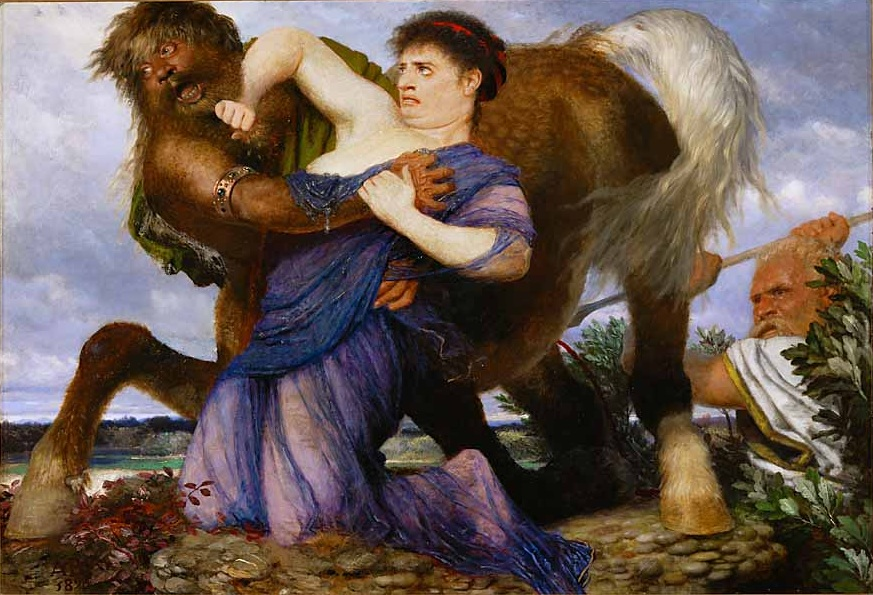
Arnold Böcklin: Nessus und Deïaneira, 1898; Museum Pfalzgalerie, Kaiserslautern

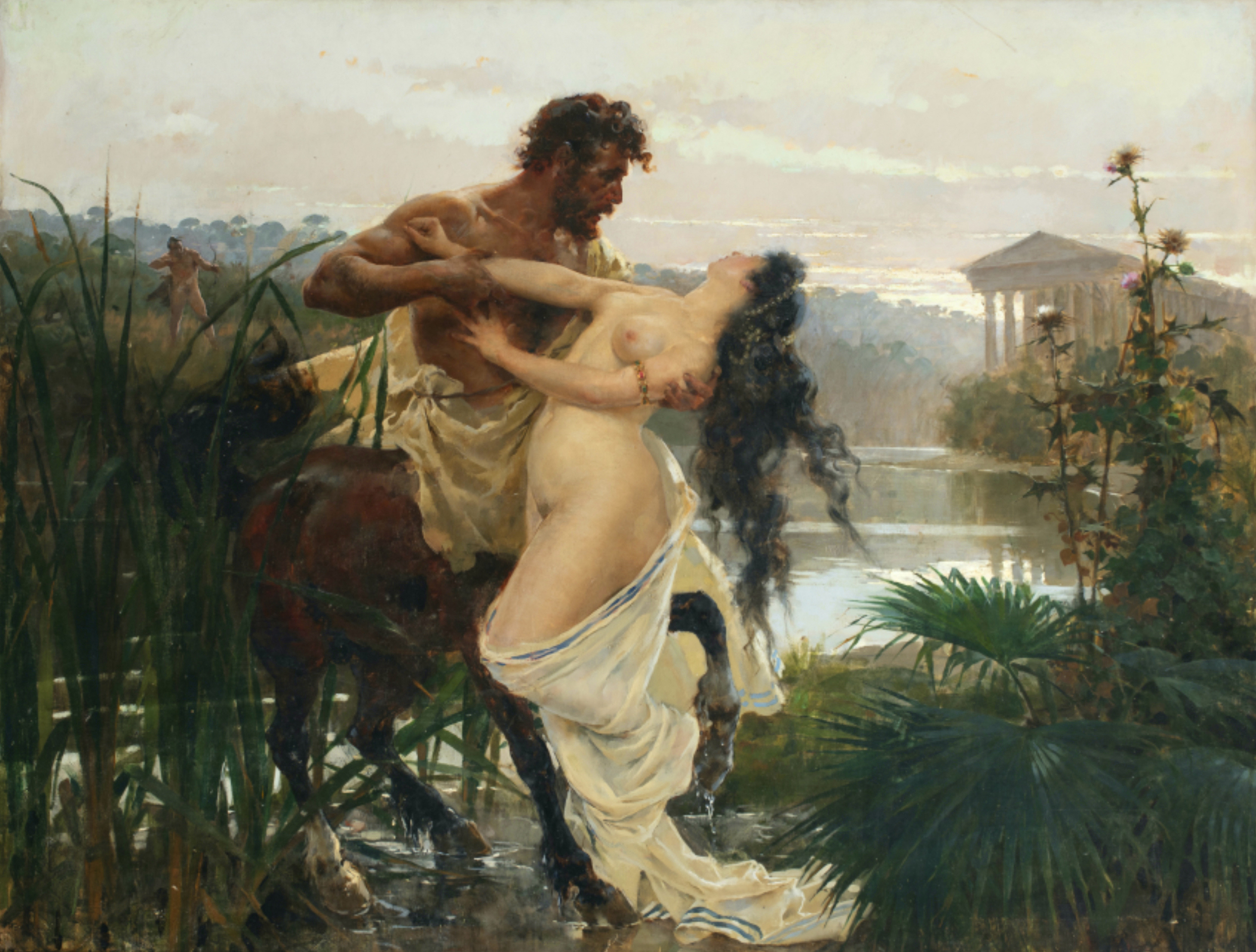
Enrique Simonet: Nessus und Deïaneira, 1888.

Nessos (altgriechisch Νέσσος Néssos, attisch Nettos und Netos, latinisiert Nessus) ist ein Kentaur in der griechischen Mythologie. Er ist der Sohn des Ixion und der Nephele, nahm an der Kentauromachie teil und tötete den Lapithen Kymelos. Er begehrte Deïaneira, die Frau des Herakles, und entführte sie. Hierfür wurde er von Herakles getötet.
Herakles musste mit seiner zweiten Frau, der Königstochter Deïaneira, einen Fluss überqueren, der Hochwasser führte. Nessos erbot sich, die junge Frau trockenen Fußes auf seinem Rücken hinüberzutragen, galoppierte aber dann mit ihr davon. Herakles schoss ihm einen seiner tödlichen, mit dem Blut der Hydra vergifteten Pfeile nach und traf ihn. Als Nessos im Sterben lag, gab er, bevor Herakles herangekommen war, Deïaneira einen tückischen Rat: „Fange ein wenig von meinem Blut auf und bewahre es. Wenn du fürchtest, die Liebe des Herakles zu verlieren, tränke damit sein Gewand und er wird nie wieder eine andere Frau als dich ansehen.“ Sein Blut aber war durch den Todespfeil vergiftet.
Jahre später schien sich Herakles einer erbeuteten Schönen (Iole) zuzuwenden. Da ließ ihm  die eifersüchtige Deïaneira das von ihr blutgetränkte Untergewand – als „Nessoshemd“ oder „Lichashemd“ zu einem geflügelten Wort geworden – durch seinen Diener Lichas überbringen. Sofort befielen den Helden entsetzliche Schmerzen. Er versuchte, das Hemd abzulegen, doch hatte es sich fest mit seiner Haut verbunden und er riss zugleich sein Fleisch mit ab. Deïaneira tötete sich daraufhin aus Verzweiflung. Um seinen unerträglichen Qualen ein Ende zu bereiten, schichtete Herakles sich einen Scheiterhaufen auf dem Berg Oite, der als Ort seines Endes durch das Orakel von Delphi einst verkündet worden war, und ließ sich durch Philoktetes darauf lebend verbrennen. So traf die Prophezeiung ein, dass er durch jemanden sterben sollte, der selbst nicht mehr am Leben war. Doch wurde er aus den Flammen zum Olymp entrückt, wo ihm – als Einzigem unter den Sterblichen – die Unsterblichkeit verliehen wurde. Seine Qualen besänftigten endlich die ihn seit seiner Geburt verfolgende Hera, denn er war der Sohn ihres Gatten Zeus mit Alkmene, und Herakles wurde mit Heras Tochter Hebe, der Göttin der Jugend, vermählt.
Sophokles’ Tragödie Die Trachinierinnen basiert auf diesem Mythos.